# 信阳农林学院
信阳农林学院，简称信农，是位于中国河南省信阳市的一所公办全日制普通本科学校。

## 学校历史
清宣统二年（1910年），学校在私立淮西中等学堂旧址（今汝南县城关）创建，校名为汝宁府中等实业学堂，地址在汝南县城。清宣统三年（1911年），学校改称汝宁府官立甲种农业学校。
1938年至1945年期间，因日本侵華戰爭，学校先后迁至南阳镇平县、邓县、驻马店正阳县莲花寺等地。其间，又于1939年、1945年两次迁回汝南。 中华人民共和国成立后，该校由河南省人民政府接管，1951年，学校更名为汝南农林中等技术学校。1953年，学校更名为信阳农业学校。
1956年，学校迁至信阳市。1958年，学校再更名为信阳农业专科学校，内设专科和中专两部。1977年，学校更名为信阳农学院。1978年，复更名为信阳农业学校（大专班）。1984年，易名为豫南农业专科学校。1992年，复易名为信阳农业高等专科学校。
2004年，在平桥区羊山街道新建羊山校区。2008年，信阳林业学校并入信阳农业高等专科学校，在浉河区南湾街道成立南湾校区。2011年，南湾校区迁入羊山校区。 
2013年4月，中华人民共和国教育部同意在信阳农业高等专科学校基础上建立信阳农林学院，升格为本科层次的普通高校。

## 院系设置
截至2021年，该校设有农学、林学、水产、茶学、牧医工程、食品、园艺、规划与设计、信息工程、财经、工商管理、外国语、制药工程、旅游管理、融媒、体育等16个二级学院和马克思主义学院、继续教育学院。设置有植物保护、林学、水产养殖学、动物科学、茶学、食品科学与工程、城乡规划、网络工程、旅游管理、生物制药等39个本科专业。

## 拓展阅读
- 信阳毛尖
- 信阳师范学院